# 德揚·庫盧塞夫斯基
德揚·庫盧塞夫斯基（瑞典語：Dejan Kulusevski，羅馬化：Dejan Kuluševski，發音：[ˈdɛjan kuluˈʃɛvski]；2000年4月25日—），北馬其頓裔瑞典職業足球員，司職右翼或中場，現效力於英超俱樂部熱刺，他也代表瑞典國家足球隊參加國際比賽。

## 俱樂部生涯

### 早年生涯
2000年4月25日，庫盧塞夫斯基出生於斯德哥爾摩市郊西地的韦灵比，並在六歲時加入布洛马波卡纳的青训学院。

### 阿特蘭大

#### 2018–19球季
2016年7月7日，庫盧塞夫斯基從布洛马波卡纳轉會至阿特蘭大的青年軍。他在兩年半後的2019年1月20日替補·上場，達成其首次意甲亮相，最終他們在該場比賽中以5–0客場擊敗弗羅西諾內。庫盧塞夫斯基在意甲2018–19賽季出場了三次，皆作为替补球员出战。

#### 外借至帕爾馬（2019–20）
2019年7月18日，庫盧塞夫斯基被阿特蘭大外借至帕爾馬，為期一季。他在同年9月30日對上拖連奴的比賽中攻入其意甲首球，助球隊在主場以3–2的比分險勝。2019年12月14日，庫盧塞夫斯基在對陣那不勒斯的比賽中打進個人第四球，成為在五大歐洲主要聯賽2019/20賽季中進球超過三個的最年輕球員。他在是在1999年出生後，唯二於五大歐洲主要聯賽取得七次助攻的球員，另一位則是效力於多特蒙德的杰登·桑乔。

### 尤文圖斯

#### 重返帕爾馬（2019–20）

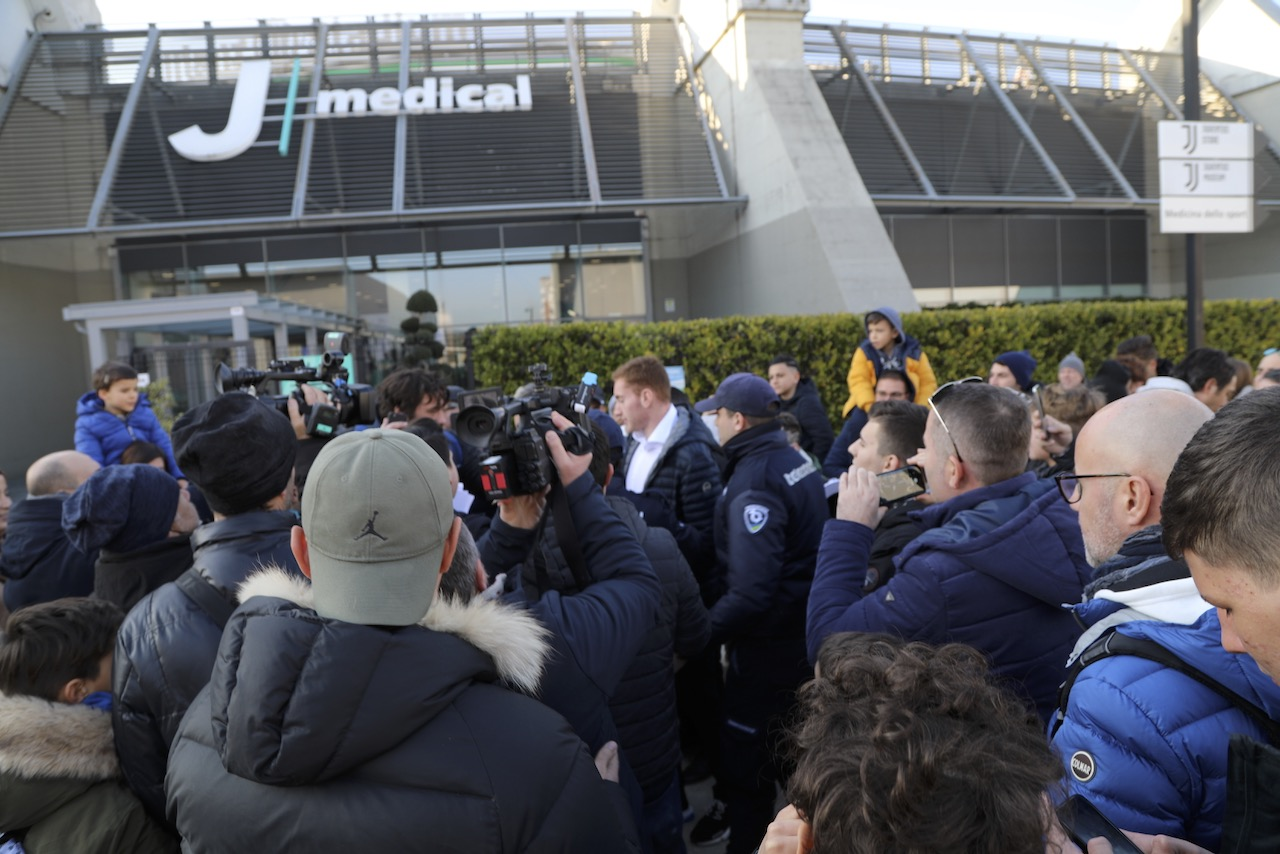
於2020年1月2日抵達尤文圖斯球場進行體檢的庫盧塞夫斯基

在意甲2019–20賽季前半段的17場比賽中便取得4球7助的成績單後，尤文圖斯於2020年1月2日簽下庫盧塞夫斯基，合約為期四年半，轉會費達3,500萬歐元，若表現良好則可能增至4,400萬。
庫盧塞夫斯基在該季剩餘時間內被租借回到帕爾馬，並最終以10球9助攻作結。他是歐洲五大聯賽中最年輕的射入至少7球並取得至少5次助攻的球員。憑此表現，庫盧塞夫斯基獲得意甲2019–20賽季的最佳年青球員獎。

#### 2020–21球季
2020年8月25日，庫盧塞夫斯基正式加盟尤文圖斯，並進行了首次訓練。他在同年9月20日於對上桑普多利亞的比賽中首次代表球隊上場，並射入一球助「老婦人」以3–0兵不血刃地取勝。10月20日，庫盧塞夫斯基在對陣基輔迪納摩的賽事中達成首次歐冠亮相，該場比賽他們以2–0於客場得勝。5天後，他於對上維羅納的比賽中替補出場射入迫和一球，助球隊於主場1–1不至於全失三分。

#### 外借至熱刺
2022年1月31日，庫盧塞夫斯基被租借至英超球隊熱刺，為期18個月，這筆貸款交易價值1000萬歐元。該交易包括購買選擇權，在某些條件下將成為一項義務，額外費用為3500萬歐元。
2022年4月9日，庫盧塞夫斯基在對陣阿斯頓維拉的比賽大放異彩，一進球一助攻孫興慜，助球隊以4比0勝出。

### 熱刺
2023年6月17日，熱刺宣布正式啟動庫盧塞夫斯基的買斷條款，並簽約至2028年。

## 國家隊生涯
庫盧塞夫斯基於瑞典出生並長大，父母皆是北馬其頓移民，因此有資格代表瑞典國家隊或北馬其頓，他最終選擇了前者，其除了U-16梯隊是為北馬其頓效力外，其餘青年軍生涯皆為披上瑞典戰衣。2019年11月，庫盧塞夫斯基在對上羅馬尼亞，以及法羅群島的歐國盃外圍賽中首次獲瑞典國家隊徵召。他自言自己始終傾向於代表瑞典，因此選擇為哪一個成年國家隊效忠是一件很簡單的事情。
2019年11月18日，庫盧塞夫斯基首次為瑞典國家隊披甲上陣，於65分鐘入替肯·塞馬，最終他們以3–0於主場大勝法羅群島。2020年9月8日，他首次代表瑞典正選上場，在場上90分鐘後才被阿爾賓·埃克達爾換下，惜該場歐國聯比賽「北歐海盜」以0–2敗給衛冕冠軍葡萄牙。同年11月14日，庫盧塞夫斯基在對上克羅埃西亞的歐國聯比賽中取得首個成年國家隊進球，助球隊以2–1於主場奏凱。
庫盧塞夫斯基被列入瑞典隊的2020年歐洲國家盃26人大名單。但於2021年6月8日COVID-19測試為陽性，缺席第一場對陣西班牙的分組賽。庫盧塞夫斯基其後康復，並於6月23日對陣波蘭的比賽替補上場。

## 比賽風格
庫盧塞夫斯基是一位高大強壯，在中前場能夠起到「萬金油」作用的球員，能夠勝任中場和鋒線位置，並且曾被教練部署為進攻中場、全能中場（Box to Box中場）和翼鋒，甚至還可擔任為中鋒及兩翼輸送傳球的內鋒；他的主要位置是充當前鋒身後的進攻中場。庫盧塞夫斯基有時候也會被指派為臨時中鋒，他的主要特質是有著良好的變速技術、高速度和體能，以及歸功於其足球視野和傳球能力的分邊、助攻技巧和直塞球能力。庫盧塞夫斯基還擁有出色的技術、盤帶技巧和進球能力，不僅為隊友創造了許多機會，還使他能夠得分自如。
在他外借帕爾馬時擔任該隊主帥的羅伯托·達維爾薩認為古路錫斯基與穆罕默德·沙拿非常相似，並指出他每場比賽都總是盯防著跑動最多的敵方球員，還有著正確的心態。古路錫斯基本人則指明同胞茲拉坦·伊布拉希莫維奇對其影響最大。談到自己的比賽風格時，古路錫斯基在2019年接受《Sportbladet》時親自解釋道：「我喜歡把球保持在腳下。我小時候很愛連續帶球，但我現在已經可以更快地帶球前進。防守是我以前的弱點，但我已經改善了，這使我成為了一位更全面的球員」。他還表示比利時球星奇雲·迪布尼和伊登·夏薩特是其仰慕和試圖仿傚的球員。

## 生涯數據

### 俱樂部
最後更新：2022年5月22日
| 俱樂部         | 球季             | 聯賽             | 聯賽 | 聯賽 | 國家盃賽 | 國家盃賽 | 聯賽盃 | 聯賽盃 | 州際賽 | 州際賽 | 其他 | 其他 | 合計 | 合計 |
| 俱樂部         | 球季             | 聯賽             | 上陣 | 進球 | 上陣     | 進球     | 上陣   | 進球   | 上陣   | 進球   | 上陣 | 進球 | 上陣 | 進球 |
| -------------- | ---------------- | ---------------- | ---- | ---- | -------- | -------- | ------ | ------ | ------ | ------ | ---- | ---- | ---- | ---- |
| 阿特蘭大       | 2018–19          | 意甲             | 3    | 0    | 0        | 0        | —      | —      | —      | —      | —    | —    | 3    | 0    |
| 帕爾馬（外借） | 2019–20          | 意甲             | 17   | 4    | 2        | 0        | —      | —      | —      | —      | —    | —    | 19   | 4    |
| 尤文圖斯       | 2019–20          | 意甲             | 0    | 0    | 0        | 0        | —      | —      | 0      | 0      | 0    | 0    | 0    | 0    |
| 尤文圖斯       | 2020–21          | 意甲             | 35   | 4    | 5        | 3        | —      | —      | 6      | 0      | 1    | 0    | 47   | 7    |
| 尤文圖斯       | 2021–22          | 意甲             | 20   | 1    | 1        | 0        | —      | —      | 5      | 1      | 1    | 0    | 27   | 2    |
| 尤文圖斯       | 總計（尤文圖斯） | 總計（尤文圖斯） | 55   | 5    | 6        | 3        | 0      | 0      | 11     | 1      | 2    | 0    | 74   | 9    |
| 帕爾馬（外借） | 2019–20          | 意甲             | 19   | 6    | 1        | 0        | —      | —      | —      | —      | —    | —    | 20   | 6    |
| 热刺（外借）   | 2021–22          | 英超             | 18   | 5    | 2        | 0        | —      | —      | —      | —      | —    | —    | 20   | 5    |
| 生涯總計       | 生涯總計         | 生涯總計         | 112  | 20   | 11       | 3        | 0      | 0      | 11     | 1      | 2    | 0    | 136  | 24   |

1. ↑  包括義大利盃及英格蘭足總盃
2. ↑  包括英格蘭足球聯賽盃
3. 1 2  於欧洲冠军联赛出場
4. 1 2  於意大利超級盃出場

### 國家隊
最後更新：2023年6月20日
| 國家隊 | 年份 | 上陣 | 進球 |
| ------ | ---- | ---- | ---- |
| 瑞典   | 2019 | 1    | 0    |
| 瑞典   | 2020 | 7    | 1    |
| 瑞典   | 2021 | 12   | 0    |
| 瑞典   | 2022 | 7    | 1    |
| 瑞典   | 2023 | 3    | 0    |
| 總計   | 總計 | 30   | 2    |

#### 國家隊進球
最後更新：2022年6月2日
| 球數 | 日期           | 場館                            | 對手       | 比數 | 結果 | 性質                         | 來源   |
| ---- | -------------- | ------------------------------- | ---------- | ---- | ---- | ---------------------------- | ------ |
| 1    | 2020年11月14日 | 瑞典索爾納市友誼競技場          |            | 1–0  | 2–1  | 2020–21年歐洲國家聯賽A小組賽 | [ 40 ] |
| 2    | 2022年6月2日   | 斯洛維尼亞盧比安納Stožice體育場 | 斯洛維尼亞 | 2–0  | 2–0  | 2022–23年歐洲國家聯賽B       | [ 41 ] |

## 榮譽

### 球會
尤文图斯
- 義大利超級盃冠軍：2020年
- 意大利盃冠軍：2020–21[42]賽季

 热刺
- 欧洲联赛冠軍：2024–25年[43]

### 個人
- 意甲最佳年青球員（英语：Serie A Awards）：2019–20[12]
- 瑞典年度最佳中場球員（英语：Fotbollsgalan）：2020
- 瑞典足球先生（英语：Guldbollen）：2022[44]

## 外部連結
- Soccerway資料庫：德揚·庫盧塞夫斯基
- 德揚·庫盧塞夫斯基在 National-Football-Teams.com 上的出场纪录